# Platylesches picanini
Platylesches picanini là một loài bướm ngày thuộc họ Hesperiidae. Nó được tìm thấy ở Zimbabwe, Mozambique, Transvaal, Liberia, và Congo.
Wingspan is from 30–40 mm.
Loài bướm này bay từ tháng 1 đến tháng 5 và tháng 6 đến tháng 8, với hai lứa.